# Monster (EP)
Monster es el primer EP de Red Velvet - Irene & Seulgi, la primera subunidad del grupo surcoreano Red Velvet. Fue lanzado el 6 de julio de 2020 por SM Entertainment, con Dreamus como el distribuidor en Corea del Sur. El EP contiene seis pistas, incluida el sencillo que da título al álbum, «Monster», además de «Naughty», su segundo sencillo.

## Antecedentes y lanzamiento
El 21 de abril de 2020, SM Entertainment confirmó que Irene y Seulgi formarían la primera subunidad de Red Velvet y que el dúo se estaba preparando para su primer lanzamiento alrededor de junio de 2020. El lanzamiento del miniálbum se pospuso del 15 de junio al 6 de julio de 2020 con el argumento de que se necesitaba producción adicional para el álbum, para lograr una mayor calidad de su música.

## Rendimiento comercial
Según el sistema de conteo de ventas Hanteo, Monster vendió más de 80.000 copias en su primer día de disponibilidad, superando los registros de ventas de álbumes del primer día y de primera semana de Red Velvet del sexto EP del grupo The ReVe Festival: Day 1, que estableció el récord en 45.080 copias para su primer día y 71.431 copias para su primera semana. También se convirtió en el álbum de subunidades de grupos de chicas más vendido de todos los tiempos, superando a Twinkle (2012) de Girls' Generation-TTS. El EP alcanzó las 100.000 copias vendidas en Hanteo en menos de 3 días, convirtiéndolo en el primer álbum de Red Velvet en lograrlo. Además, fue certificado con disco de platino por vender más de 55.000 copias en la plataforma de música más grande de China, QQ Music, lo que lo convierte en el primer y más rápido miniálbum de k-pop en obtener una certificación de platino en 2020.
Monster también encabezó las listas de álbumes de iTunes en 50 países, superando el récord anterior de 45 de Red Velvet con The ReVe Festival: Finale.

## Lista de canciones
| CD / Descarga digital |                            |                                   |                                                             |                               |          |  |
| N.º                   | Título                     | Letras                            | Música                                                      | Arreglo                       | Duración |  |
| 1.                    | «Monster»                  | Kenzie                            | Yaakov Gruzman, Delaney Jane, Jenson Vaughan, Yoo Young-jin | Yaakov Gruzman, Yoo Young-jin | 2:58     |  |
| 2.                    | «Naughty (놀이)»           | JQ, Lee Yeon-ji (makeumine works) | Moonshine, Louise Frick Sveen, Charite Viken, Yoo Young-jin | Moonshine, Yoo Young-jin      | 3:18     |  |
| 3.                    | «Diamond»                  | Kim Yeon-seo                      | Daniel Klein, Kim Yeon-seo, Andreas Öberg                   | Daniel Klein                  | 3:16     |  |
| 4.                    | «Feel Good»                | Lee Seu-ran                       | Moonshine, Tania Doko, Maribelle                            | Moonshine                     | 3:13     |  |
| 5.                    | «Jelly»                    | Park Geu-rin (153/Joombas)        | minGtion, Andrew Choi, Kim Yeon-seo                         | minGtion                      | 3:12     |  |
| 6.                    | «Uncover» (sung by Seulgi) | Kim Yeon-seo                      | Hong Yo-seob, Shim Jae-won, Kim Yeon-seo                    | Hong Yo-seob                  | 3:41     |  |
| 19:38                 |                            |                                   |                                                             |                               |          |  |

## Reconocimientos

### Listados
| Publicación | Lista                            | Ranking | Ref.  |
| ----------- | -------------------------------- | ------- | ----- |
| Koreaboo    | The 20 Best K-Pop Albums Of 2020 | 15.º    | [ 7 ] |